# 霍尼市鎮
霍尼市鎮是格魯吉亞中西部伊梅雷蒂大区的市镇，行政中心为霍尼。市镇面積为429平方公里，2014年人口数量为23,570人，人口密度每平方公里55人。